# Danh sách Tổng Giám mục Gniezno và Giáo trưởng Ba Lan
Dưới đây là danh sách các Tổng Giám mục của Gniezno, cũng đồng thời là giáo trưởng của Ba Lan (từ năm 1417), cùng với các giám mục phụ tá của Giáo phận Gniezno. Họ cũng đồng thời là các interrex của Thịnh vượng chung Ba Lan-Lithuania trong kh0ảng thời gian bầu chọn vua chúa ở đây. Những vị Tổng giám mục của thành có thể mặc áo Cassock tím kể cả khi ông này không là hồng y nữa.

## Các Tổng giám mục
| Tên                                                             | Chân dung   | Sinh - mất                                                        | Thời gian giữ chức                            |
| --------------------------------------------------------------- | ----------- | ----------------------------------------------------------------- | --------------------------------------------- |
| Radim Gaudentius                                                | không khung | c. 970 - c. 1020 hoặc 960–970 - 14 tháng 10 năm 1006/Sau năm 1018 | 999 - sau năm 1000 hoặc Tháng 3 năm 1000 - ?  |
| Hippolytus                                                      | không khung | Thế kỷ 10 - 1027                                                  | Khoảng trước năm 1025                         |
| Bossuta Stefan                                                  | không khung | ? - 7 tháng 3 năm 1028                                            | 1027 - 1028                                   |
| Bogumił                                                         | không khung | ? - 1092                                                          | 1075 (?) - 1092 (?)                           |
| Heinrich thành Wülzburg (?)                                     | không khung | ? - 1092                                                          | ? - 1092 (?)                                  |
| Martin                                                          | không khung | ? - sau năm 1112                                                  | 1092/1099 - c.1112/1127                       |
| Jacob xứ Żnin                                                   | không khung | Thế kỷ 11 - 23 tháng 9 năm 1148                                   | c. 1124 - 23 tháng 9 năm 1148 (?)             |
| Jan Gryfita                                                     | không khung | ? - 1167/1176                                                     | 1149 - sau năm 1167                           |
| Zdzisław I                                                      | không khung | Thế kỷ 12                                                         | 26 tháng 4 năm 1177 (?) - 28 tháng 3 năm 1181 |
| Bogumilus                                                       | không khung | 1135 (?) - 1204 (?)                                               | Khoảng những năm 1180                         |
| Piotr Łabędź                                                    | không khung | ? - 20 tháng 8 năm 1198                                           | Xác nhận năm 1191 - 1198/1199                 |
| Henryk Kietlicz                                                 | không khung | 1150 - 22 tháng 3 năm 1219                                        | c. 1199 - 1219                                |
| Wincenty xứ Niałka                                              | không khung | ? - 1232                                                          | 1220 - 1232                                   |
| Pełka                                                           | không khung | ? - 2 tháng 5 năm 1258                                            | c. 1232 - 1258                                |
| Janusz xứ Tarnowa                                               | không khung | ? - 25 tháng 8 năm 1271                                           | 20 tháng 5 năm 1258 - 25 tháng 8 năm 1271     |
| Chức vụ bị bỏ trống (25 tháng 8 năm 1271 - 22 tháng 6 năm 1278) |             |                                                                   |                                               |
| Martin xứ Opava                                                 | không khung | Khoảng năm 1215 đến 1220 - 1278                                   | 22 tháng 6 năm 1278 - ? tháng 6 năm 1278      |
| Chức vụ bị bỏ trống (Tháng 6 năm 1278 - 26 tháng 12 năm 1283)   |             |                                                                   |                                               |
| Jakub Świnka                                                    | không khung | ? - 4 tháng 3 năm 1314                                            | 26 tháng 12 năm 1283 - 4 tháng 3 năm 1314     |
| Borzysław                                                       | không khung | ? - 15 tháng 1 năm 1317                                           | c. 1314 - 15 tháng 1 năm 1317                 |
| Janisław I                                                      | không khung | ? - 1341                                                          | 1317 - 1341                                   |
| Jarosław Bogoria                                                | không khung | c. 1276 - 17 tháng 9 năm 1376                                     | 8 tháng 7 năm 1342 - 1374                     |
| Janusz Suchywilk                                                | không khung | c. 1310 - 5 tháng 4 năm 1382                                      | 1374 - 5 tháng 4 năm 1382                     |
| Bodzanta                                                        | không khung | 1320 - 26 tháng 2 năm 1388                                        | 9 tháng 6 năm 1382 - 26 tháng 2 năm 1388      |
| Jan Kropidło                                                    | không khung | 1360 - 3 tháng 3 năm 1421                                         | 1389 - 1394                                   |
| Dobrogost xứ Nowy Dwór                                          | không khung | 1355 - 14 tháng 9 năm 1401                                        | 17 tháng 5 năm 1394 - 14 tháng 9 năm 1401     |
| Mikołaj Kurowski                                                | không khung | c. 1355 - 7 tháng 9 năm 1411                                      | 1402 (?) - 1407                               |
| Mikołaj Trąba                                                   | không khung | c. 1358 - 2 tháng 12 năm 1422                                     | 1412 - 1417                                   |

### Giáo trưởng Ba Lan
| Tên                                                              | Chân dung   | Sinh - mất                                  | Thời gian giữ chức                          |
| ---------------------------------------------------------------- | ----------- | ------------------------------------------- | ------------------------------------------- |
| Mikołaj Trąba                                                    | không khung | c. 1358 - 2 tháng 12 năm 1422               | 1417 - 2 tháng 12 năm 1422                  |
| Wojciech Jastrzębiec                                             | không khung | 1384 - 2 tháng 9 năm 1436                   | 1423 - 2 tháng 9 năm 1436                   |
| Wincenty Kot                                                     | không khung | 1395 - 14 tháng 8 năm 1448                  | 1437 - 14 tháng 8 năm 1448                  |
| Władysław Oporowski                                              | không khung | 1395 - 11 tháng 3 năm 1453                  | 1449 - 11 tháng 3 năm 1453                  |
| Jan Sprowski                                                     | không khung | c. 1411 - 14 tháng 4 năm 1464               | 1453 - 14 tháng 4 năm 1464                  |
| Jan Gruszczyński                                                 | không khung | 1405 - 1473                                 | 1464 - 1473                                 |
| Jakub xứ Sienna                                                  | không khung | 1413 - 4 tháng 10 năm 1480                  | 1473 - 4 tháng 10 năm 1480                  |
| Zbigniew Oleśnicki                                               | không khung | c. 1430 - 2 tháng 2 năm 1493                | 1481 - 2 tháng 2 năm 1493                   |
| Fryderyk Jagiellończyk                                           | không khung | 27 tháng 4 năm 1468 - 14 tháng 3 năm 1503   | 2 tháng 10 năm 1493 - 14 tháng 3 năm 1503   |
| Andrzej Boryszewski                                              | không khung | 1435 - 20 tháng 4 năm 1510                  | 18 tháng 12 năm 1503 - 20 tháng 4 năm 1510  |
| Jan Łaski                                                        | không khung | 1456 - 19 tháng 5 năm 1531                  | 1510 - 19 tháng 5 năm 1531                  |
| Maciej Drzewicki                                                 | không khung | 22 tháng 2 năm 1476 - 22 tháng 8 năm 1535   | 12 tháng 6 năm 1531 - 22 tháng 8 năm 1535   |
| Andrzej Krzycki                                                  | không khung | 7 tháng 7 năm 1482 - 10 tháng 5 năm 1537    | 27 tháng 10 năm 1535 - 10 tháng 5 năm 1537  |
| Jan Latalski                                                     | không khung | 1463 - 29 tháng 8 năm 1540                  | 1537 - 29 tháng 8 năm 1540                  |
| Piotr Gamrat                                                     | không khung | 1487 - 27 tháng 4 năm 1545                  | Tháng 1 năm 1451 - 27 tháng 4 năm 1545      |
| Mikołaj Dzierzgowski                                             | không khung | 1490 - 18 tháng 1 năm 1559                  | 1545 - 18 tháng 1 năm 1559                  |
| Jan Przerębski                                                   | không khung | 1510 - 12 tháng 1 năm 1562                  | 1559 - 12 tháng 1 năm 1562                  |
| Jakub Uchański                                                   | không khung | 1502 - 5 tháng 4 năm 1581                   | 1562 - 5 tháng 4 năm 1581                   |
| Stanisław Karnkowski                                             | không khung | 10 tháng 5 năm 1520 - 8 tháng 6 năm 1603    | 1581 - 8 tháng 6 năm 1603                   |
| Jan Tarnowski                                                    | không khung | 1550 - 19 tháng 6 năm 1605                  | 1603 - 19 tháng 6 năm 1605                  |
| Bernard Maciejowski                                              | không khung | 1548 - 19 tháng 1 năm 1608                  | 1606 - 19 tháng 1 năm 1608                  |
| Wojciech Baranowski                                              | không khung | 1548 - 23 tháng 9 năm 1615                  | 28 tháng 7 năm 1608 - 23 tháng 9 năm 1615   |
| Wawrzyniec Gembicki                                              | không khung | 5 tháng 8 năm 1559 - 10 tháng 2 năm 1624    | 12 tháng 10 năm 1615 - 10 tháng 12 năm 1624 |
| Henryk Firlej                                                    | không khung | 1574 - 25 tháng 2 năm 1626                  | 1624 - 25 tháng 2 năm 1626                  |
| Jan Wężyk                                                        | không khung | 1575 - 27 tháng 5 năm 1638                  | 22 tháng 3 năm 1627 - 27 tháng 5 năm 1638   |
| Jan Lipski                                                       | không khung | 1589 - 13 tháng 5 năm 1641                  | 23 tháng 12 năm 1638 - 13 tháng 5 năm 1641  |
| Maciej Łubieński                                                 | không khung | 2 tháng 2 năm 1573 - 28 tháng 8 năm 1652    | 1641 - 28 tháng 8 năm 1652                  |
| Andrzej Leszczyński                                              | không khung | 1608 - 15 tháng 4 năm 1658                  | 1653 - 15 tháng 4 năm 1658                  |
| Wacław Leszczyński                                               | không khung | 15 tháng 8 năm 1605 - 1 tháng 4 năm 1666    | 1569 - 14 tháng 4 năm 1666                  |
| Mikołaj Prażmowski                                               | không khung | 1617 - 15 tháng 4 năm 1673                  | 1666 - 15 tháng 4 năm 1673                  |
| Kazimierz Florian Czartoryski                                    | không khung | 1620 - 15 tháng 5 năm 1674                  | 15 tháng 4 năm 1673 - 15 tháng 5 năm 1674   |
| Andrzej Olszowski                                                | không khung | 27 tháng 1 năm 1621 - 29 tháng 8 năm 1677   | 1674 - 29 tháng 8 năm 1677                  |
| Chức vụ bị bỏ trống (29 tháng 8 năm 1677 - 1679)                 |             |                                             |                                             |
| Jan Stefan Wydżga                                                | không khung | c. 1610 - 6 tháng 9 năm 1685                | 1679 - 6 tháng 9 năm 1685                   |
| Chức vụ bị bỏ trống (6 tháng 9 năm 1685 - 17 tháng 5 năm 1688)   |             |                                             |                                             |
| Michał Stefan Radziejowski                                       | không khung | 3 tháng 12 năm 1645 - 13 tháng 10 năm 1705  | 17 tháng 5 năm 1688 - 13 tháng 10 năm 1705  |
| Stanisław Szembek                                                | không khung | 1650 - 3 tháng 8 năm 1721                   | 1706 - 3 tháng 8 năm 1721                   |
| Chức vụ bị bỏ trống (3 tháng 8 năm 1721 - tháng 11 năm 1723)     |             |                                             |                                             |
| Teodor Potocki                                                   | không khung | 13 tháng 2 năm 1664 - 12 tháng 11 năm 1738  | Tháng 11 năm 1723 - 12 tháng 11 năm 1738    |
| Krzysztof Antoni Szembek                                         | không khung | 25 tháng 3 năm 1667 - 6 tháng 7 năm 1748    | 1739 - 6 tháng 7 năm 1748                   |
| Adam Ignacy Komorowski                                           | không khung | 24 tháng 5 năm 1699 - 2 tháng 3 năm 1759    | 1748 - 2 tháng 3 năm 1759                   |
| Władysław Aleksander Łubieński                                   | không khung | 1 tháng 11 năm 1703 - 21 tháng 6 năm 1767   | 1759 - 21 tháng 6 năm 1767                  |
| Gabriel Podoski                                                  | không khung | 17 tháng 3 năm 1719 - 3 tháng 4 năm 1777    | 1767 - 3 tháng 4 năm 1777                   |
| Antoni Kazimierz Ostrowski                                       | không khung | 31 tháng 3 năm 1713 - 26 tháng 8 năm 1784   | 23 tháng 6 năm 1777 - 26 tháng 8 năm 1784   |
| Michał Jerzy Poniatowski                                         | không khung | 12 tháng 10 năm 1736 - 12 tháng 8 năm 1794  | 1785 - 12 tháng 8 năm 1794                  |
| Ignacy Krasicki                                                  | không khung | 3 tháng 2 năm 1735 - 14 tháng 3 năm 1801    | 1795 - 14 tháng 3 năm 1801                  |
| Chức vụ bị bỏ trống (14 tháng 3 năm 1801 - 26 tháng 8 năm 1806)  |             |                                             |                                             |
| Ignacy Raczyński                                                 | không khung | 6 tháng 8 năm 1741 - 19 tháng 2 năm 1823    | 26 tháng 8 năm 1806 - 22 tháng 8 năm 1818   |
| Chức vụ bị bỏ trống (22 tháng 8 năm 1818 - 1821)                 |             |                                             |                                             |
| Tymoteusz Gorzeński                                              | không khung | 20 tháng 3 năm 1743 - 20 tháng 12 năm 1825  | 1821 - 20 tháng 12 năm 1825                 |
| Chức vụ bị bỏ trống (20 tháng 12 năm 1825 - 1828)                |             |                                             |                                             |
| Teofil Wolicki                                                   | không khung | 20 tháng 10 năm 1768 - 21 tháng 12 năm 1829 | 1828 - 21 tháng 12 năm 1829                 |
| Chức vụ bị bỏ trống (21 tháng 2 năm 1829 - 10 tháng 7 năm 1831)  |             |                                             |                                             |
| Marcin Dunin                                                     | không khung | 11 tháng 11 năm 1774 - 26 tháng 12 năm 1842 | 10 tháng 7 năm 1831 - 26 tháng 12 năm 1842  |
| Chức vụ bị bỏ trống (26 tháng 12 năm 1842 - 27 tháng 4 năm 1845) |             |                                             |                                             |
| Leon Przyłuski                                                   | không khung | 5 tháng 10 năm 1789 - 12 tháng 3 năm 1865   | 27 tháng 4 năm 1845 - 12 tháng 3 năm 1865   |
| Mieczysław Ledóchowski                                           | không khung | 29 tháng 10 năm 1822 - 22 tháng 7 năm 1902  | 24 tháng 4 năm 1866 - 1886                  |
| Julius Dinder                                                    | không khung | 9 tháng 3 năm 1830 - 30 tháng 5 năm 1890    | 27 tháng 2 năm 1886 - 30 tháng 5 năm 1890   |
| Florian Stablewski                                               | không khung | 16 tháng 10 năm 1841 - 24 tháng 11 năm 1906 | 14 tháng 12 năm 1891 - 24 tháng 11 năm 1906 |
| Chức vụ bị bỏ trống (24 tháng 1 năm 1906 - 1914)                 |             |                                             |                                             |
| Edward Likowski                                                  | không khung | 26 tháng 9 năm 1836 - 20 tháng 2 năm 1915   | 1914 - 20 tháng 2 năm 1915                  |
| Edmund Dalbor                                                    | không khung | 30 tháng 10 năm 1869 - 13 tháng 2 năm 1926  | 30 tháng 6 năm 1915 - 13 tháng 2 năm 1926   |
| August Hlond                                                     | không khung | 5 tháng 7 năm 1881 - 22 tháng 10 năm 1948   | 24 tháng 6 năm 1926 - 22 tháng 10 năm 1948  |
| Stefan Wyszyński                                                 | không khung | 3 tháng 8 năm 1901 - 28 tháng 5 năm 1981    | 12 tháng 11 năm 1948 - 28 tháng 5 năm 1981  |
| Józef Glemp                                                      | không khung | 18 tháng 12 năm 1929 - 23 tháng 1 năm 2013  | 7 tháng 7 năm 1981 - 25 tháng 3 năm 1992    |
| Henryk Muszyński                                                 | không khung | 20 tháng 3 năm 1933 (Còn sống)              | 25 tháng 3 năm 1992 - 8 tháng 5 năm 2010    |
| Józef Kowalczyk                                                  | không khung | 28 tháng 8 năm 1938 (Còn sống)              | 8 tháng 5 năm 2010 - 7 tháng 6 năm 2014     |
| Wojciech Polak                                                   | không khung | 19 tháng 12 năm 1964 (Còn sống)             | 7 tháng 6 năm 2014 - nay                    |

## Giám mục phụ tá

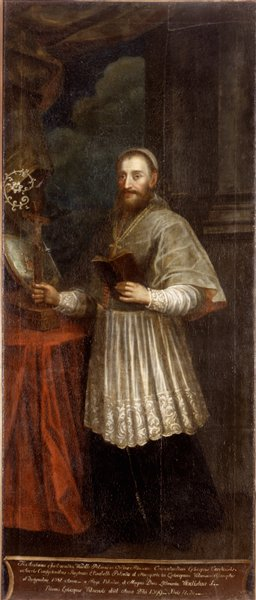
Andrzej Jastrzębiec, tranh vẽ ở thế kỷ 17

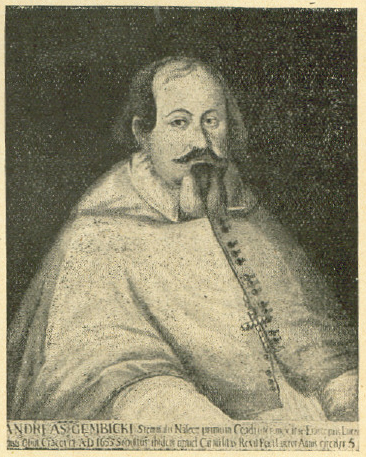
Andrzej Gembicki

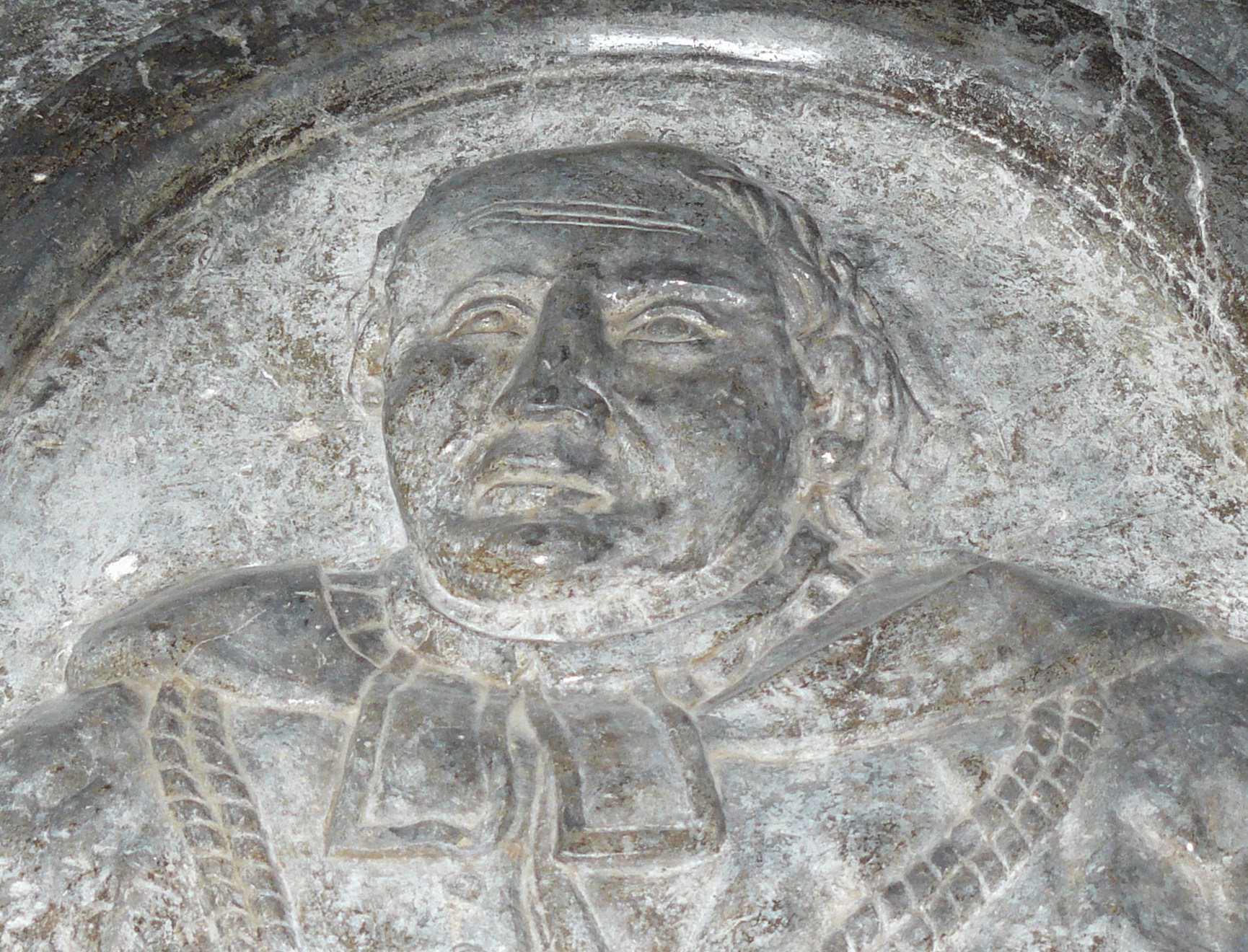
Michal Kosciesza Kosmowski

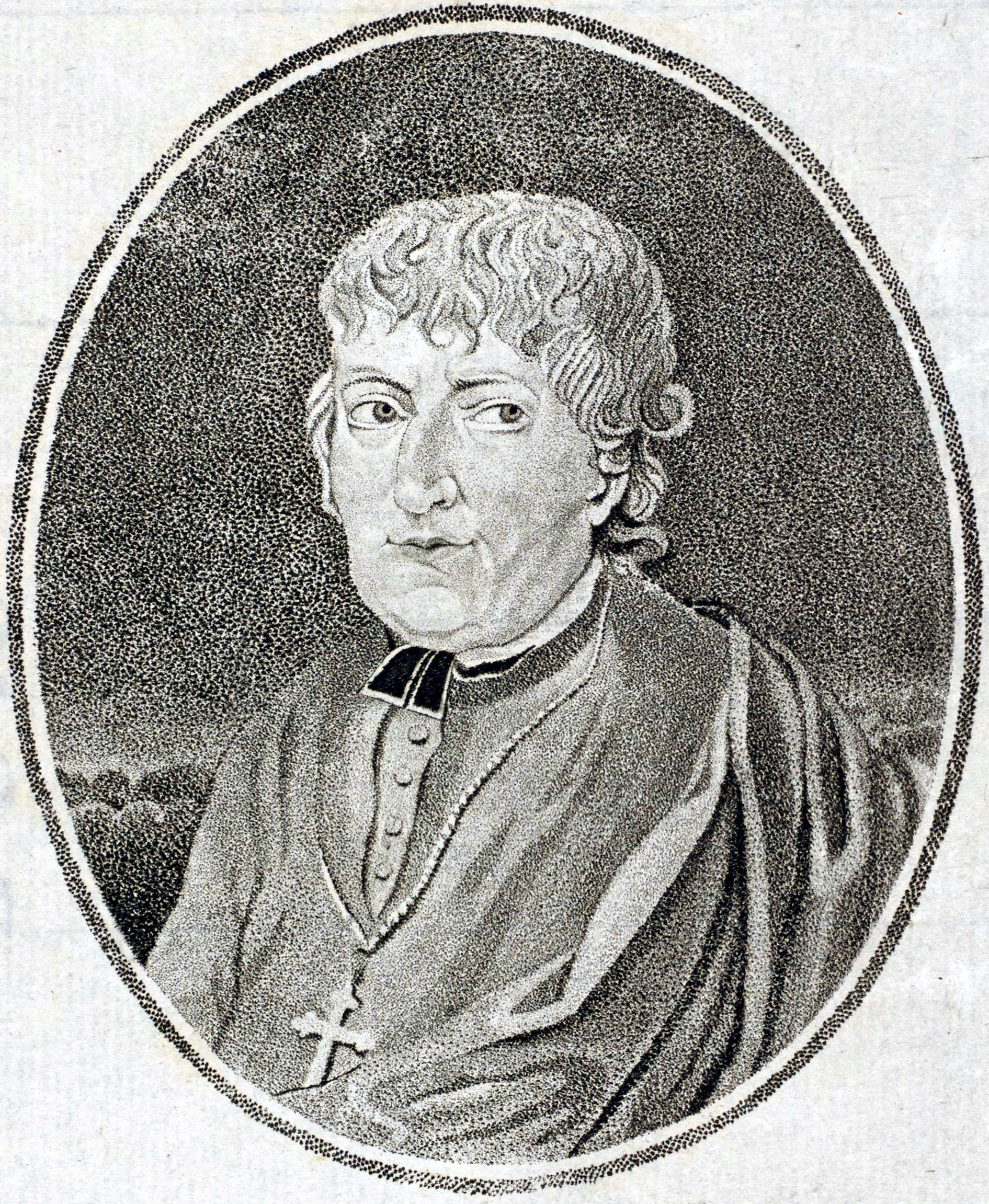
Grzegorz Zachariasiewicz

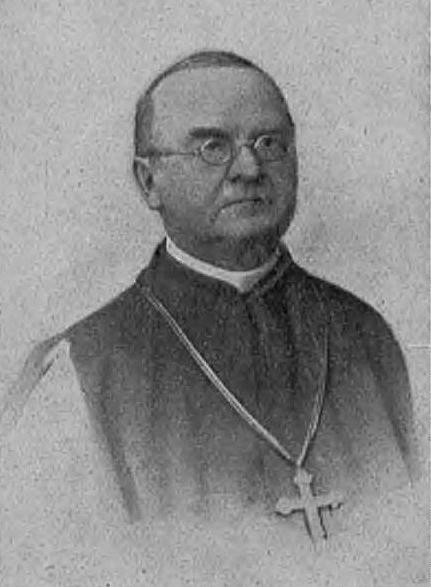
Antoni Andrzejewicz

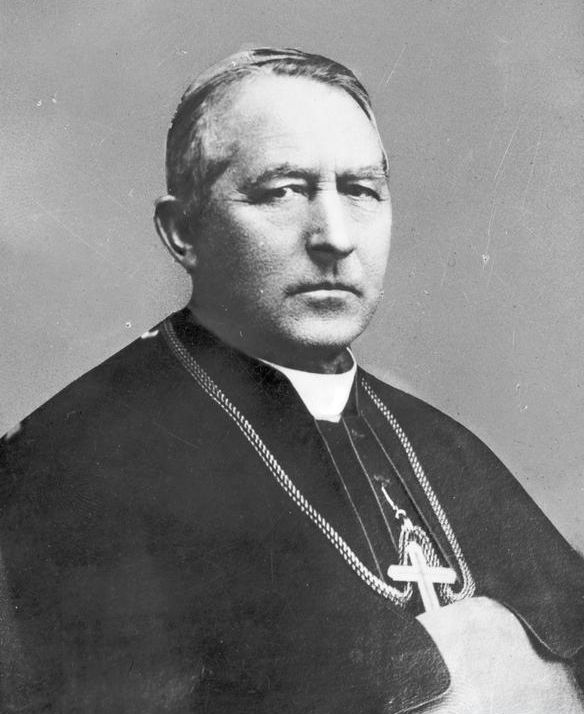
Antoni Laubitz

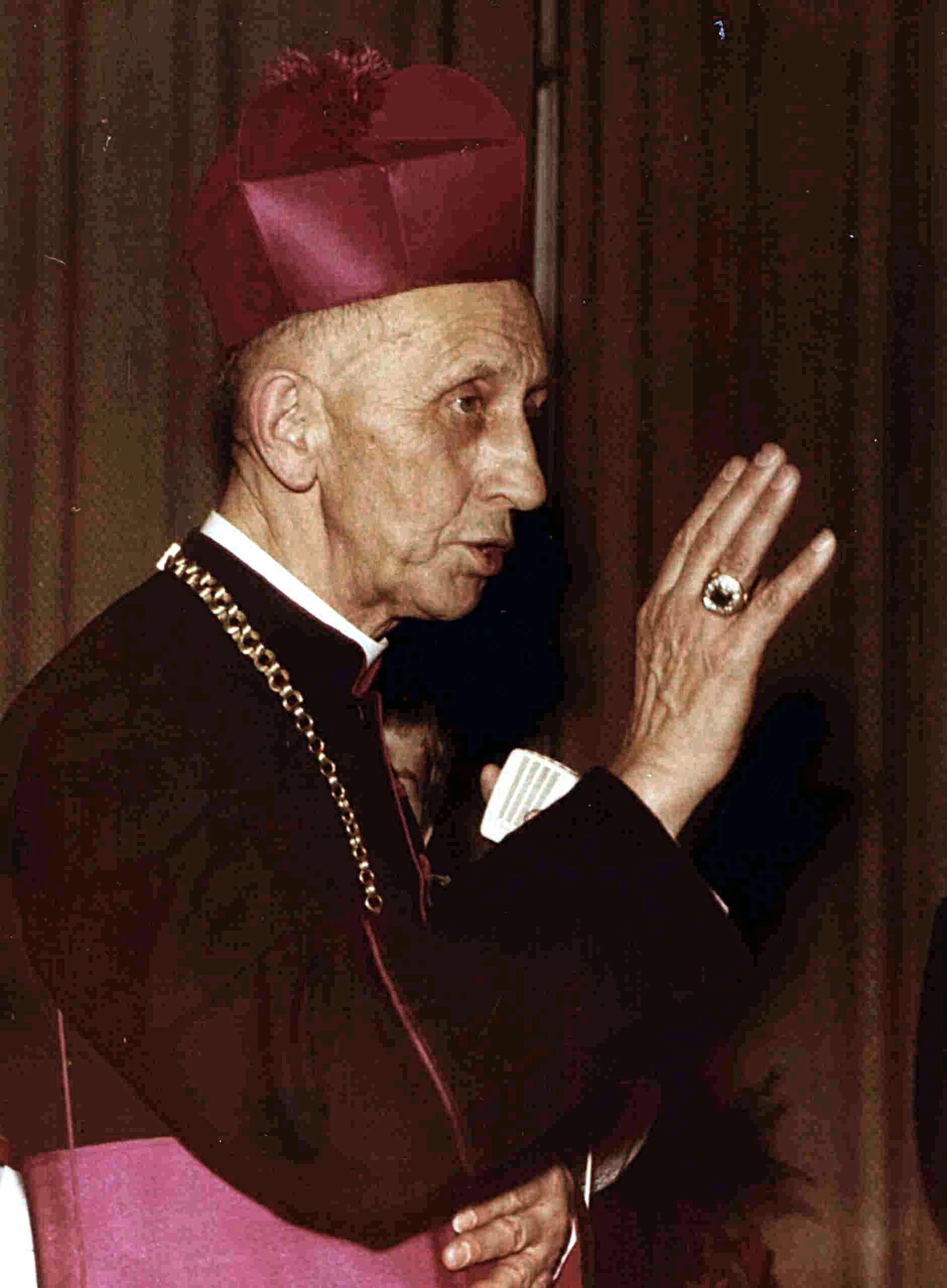
Antoni Baraniak

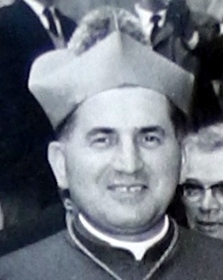
Władysław Rubin

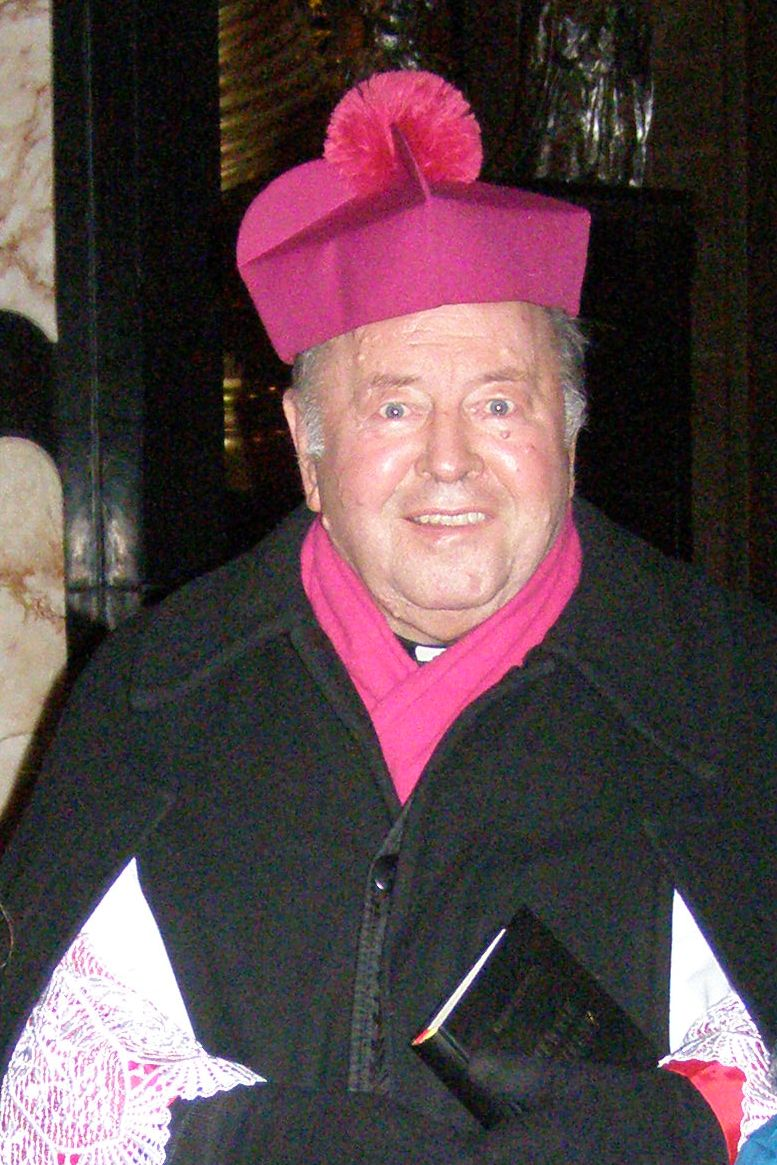
Bogdan Józef Wojtuś

| Tên                          | Sinh - mất                                      | Đề cử giám mục       | Tôn phong giám mục   | Thời gian tại nhiệm                         |
| ---------------------------- | ----------------------------------------------- | -------------------- | -------------------- | ------------------------------------------- |
| Paweł                        | Thế kỷ 13 - trước 22 tháng 11 năm 1308          | c. 1299              | ?                    | 1299 - 1308                                 |
| Dominik                      | ? - ?                                           | ?                    | ?                    | 1310 - 1323                                 |
| Andrzej Jastrzębiec          | ? - 14 tháng 11 năm 1398                        | 1387                 | ?                    | 1376 - 1386                                 |
| Jan                          | ? - 1411                                        | 1404                 | ?                    | 1404 - 1411                                 |
| Piotr                        | ? - ?                                           | ?                    | ?                    | 1411 - 1412 - 1414 - 1415                   |
| Erazm                        | ? - 1433                                        | 14 tháng 3 năm 1414  | ?                    | ? - 1433                                    |
| Jan                          | ? - 1469                                        | Tháng 11 năm 1434    | ?                    | 1434 - 1440, 1447 - 1469                    |
| Antoni                       | ? - 1474                                        | 23 tháng 6 năm 1469  | 5 tháng 8 năm 1740   | 1469 - 1476 (?)                             |
| Andrzej xứ Opalenicy         | ? - sau năm 1480                                | 1476/1478            | ?                    | 1476/1478 - sau năm 1480                    |
| Wojciech xứ Secemina         | ? - ?                                           | ?                    | ?                    | 1493                                        |
| Jan xứ Radziejowa            | ? - ?                                           | ?                    | ?                    | Khoảng năm 1497                             |
| Maciej                       | ? - ?                                           | ?                    | ?                    | 1498                                        |
| Jan                          | ? - 1517                                        | 1501                 | ?                    | 1501 - 1517                                 |
| Mikołaj Mściwy               | ? - 7 tháng 2 năm 1526                          | 1 tháng 4 năm 1509   | Khoảng năm 1509      | 1509 - 1526                                 |
| Jan Busiński                 | ? - 20 tháng 1 năm 1541                         | 11 tháng 1 năm 1527  | ?                    | 1527 - 20 tháng 1 năm 1541                  |
| Sebastian Żydowski           | ? - 1560                                        | 1541                 | ?                    | 1541 - 1560                                 |
| Stanisław Falęcki            | 1516 - 9 tháng 2 năm 1581                       | 9 tháng 1 năm 1562   | ?                    | 1562 - 9 tháng 2 năm 1581                   |
| Jan Gniazdowski              | ? - 19 tháng 8 năm 1608                         | 19 tháng 12 năm 1583 | 1584 (?)             | 19 tháng 12 năm 1583 - 19 tháng 8 năm 1608  |
| Andrzej Wilczyński           | ? - 27 tháng 12 năm 1625                        | 13 tháng 10 năm 1608 | ?                    | 13 tháng 10 năm 1608 - 27 tháng 12 năm 1625 |
| Andrzej Gembicki             | ? - 1654                                        | 10 tháng 1 năm 1628  | 28 tháng 8 năm 1628  | 1628 - 18/19 tháng 6 năm 1638               |
| Jan Madaliński               | c. 1589 - 1644                                  | 22 tháng 10 năm 1639 | 1640                 | 18 tháng 10 năm 1640 - 1644                 |
| Adrian Grodecki              | ? - 1654                                        | 12 tháng 12 năm 1644 | 25 tháng 6 năm 1645  | 12 tháng 12 năm 1644 - 1658                 |
| Kasper Trzemeski             | ? - 1665                                        | 30 tháng 8 năm 1660  | 11 tháng 9 năm 1661  | 30 tháng 8 năm 1660 - 1665                  |
| Jan Buzeński                 | ? - 1674 (?)                                    | 7 tháng 3 năm 1667   | 11 tháng 9 năm 1667  | 7 tháng 3 năm 1667 - 1674 (?)               |
| Wojciech Stawowski           | 1625 - 20 tháng 6 năm 1693                      | ?                    | ?                    | 23 tháng 3 năm 1676 - 20 tháng 6 năm 1693   |
| Konstanty Józef Zieliński    | Tháng 1 năm 1646 - 17 tháng 2 năm 1709          | 30 tháng 8 năm 1694  | 7 tháng 11 năm 1694  | 7 tháng 11 năm 1694 - 30 tháng 3 năm 1700   |
| Stefan Mdzewski              | 1653 - 16 tháng 5 năm 1718                      | 11 tháng 1 năm 1690  | 12 tháng 3 năm 1690  | 13 tháng 8 năm 1699 - 16 tháng 5 năm 1718   |
| Franciszek Kaznowski         | 22 tháng 6 năm 1658 (?) - 20 tháng 12 năm 1731  | 2 tháng 10 năm 1719  | 4 tháng 2 năm 1720   | 2 tháng 10 năm 1719 - 20 tháng 12 năm 1731  |
| Dominik Sienieński           | ? - ?                                           | ?                    | ?                    | 1728 - 1743                                 |
| Józef Michał Trzciński       | 5 tháng 10 năm 1684 (?) - 3 tháng 1 năm 1738    | 21 tháng 7 năm 1732  | 19 tháng 10 năm 1732 | 21 tháng 7 năm 1732 - 3 tháng 1 năm 1738    |
| Krzysztof Dobiński           | 1655 - 1769                                     | ?                    | ?                    | 1738 - 1769                                 |
| Antonin Kornel Przedwojewski | 1732 (?) - 3 tháng 8 năm 1793                   | 19 tháng 9 năm 1768  | 23 tháng 10 năm 1768 | 19 tháng 9 năm 1768 - 3 tháng 8 năm 1793    |
| Jan Karski                   | 22 tháng 10 năm 1726 (?) - 25 tháng 10 năm 1784 | 29 tháng 7 năm 1771  | 15 tháng 1 năm 1772  | 29 tháng 7 năm 1771 - 25 tháng 10 năm 1784  |
| Kasper Józef Szajowski       | 8 tháng 1 năm 1726 - 26 tháng 6 năm 1802        | 10 tháng 12 năm 1781 | 19 tháng 5 năm 1782  | 10 tháng 12 năm 1781 - 26 tháng 6 năm 1802  |
| Józef Korytowski             | c. 1730 - 1790                                  | ?                    | ?                    | 1785 - 1790                                 |
| Stefan Łubieński             | ? - 22 tháng 5 năm 1808                         | ?                    | ?                    | 1790 - 22 tháng 5 năm 1808                  |
| Michał Kosmowski             | 29 tháng 9 năm 1725 - 11 tháng 10 năm 1804      | 26 tháng 9 năm 1791  | 6 tháng 11 năm 1791  | 26 tháng 9 năm 1791 - 11 tháng 10 năm 1804  |
| Ignacy Bardziński            | 31 tháng 8 năm 1750 - 15 tháng 12 năm 1813      | 27 tháng 3 năm 1809  | 2 tháng 7 năm 1809   | 27 tháng 3 năm 1809 - 15 tháng 12 năm 1813  |
| Grzegorz Zachariasiewicz     | 20 tháng 6 năm 1740 - 16 tháng 5 năm 1814       | 27 tháng 3 năm 1809  | 3 tháng 7 năm 1809   | 27 tháng 3 năm 1809 - 16 tháng 5 năm 1814   |
| Wawrzyniec Raczyński         | 8 tháng 8 năm 1756 (?) - 1821                   | 27 tháng 3 năm 1809  | 20 tháng 8 năm 1809  | 20 tháng 8 năm 1809 - 1821                  |
| Józef Gembart                | 18 tháng 3 năm 1743 - 30 tháng 12 năm 1821      | 26 tháng 9 năm 1814  | 20 tháng 11 năm 1814 | 15 tháng 12 năm 1814 - 30 tháng 12 năm 1821 |
| Daniel Ostrowski             | 25 tháng 7 năm 1762 - 4 tháng 9 năm 1831        | 18 tháng 12 năm 1815 | 30 tháng 6 năm 1816  | 18 tháng 12 năm 1815 - 1816                 |
| Marcin Siemieński            | 1758 - 27 tháng 11 năm 1831                     | 8 tháng 3 năm 1816   | 15 tháng 9 năm 1816  | 1823 - 1831                                 |
| Kajetan Kowalski             | 17 tháng 12 năm 1769 (?) - 14 tháng 1 năm 1840  | 15 tháng 4 năm 1833  | 7 tháng 7 năm 1833   | 15 tháng 4 năm 1833 - 14 tháng 1 năm 1840   |
| Anzelm Brodziszewski         | 17 tháng 4 năm 1779 - 10 tháng 8 năm 1866       | 1 tháng 3 năm 1841   | 5 tháng 9 năm 1841   | 1841 - 10 tháng 8 năm 1866                  |
| Józef Cybichowski            | 26 tháng 3 năm 1828 - 6 tháng 3 năm 1887        | ?                    | 27 tháng 10 năm 1867 | 27 tháng 10 năm 1867 - 6 tháng 3 năm 1887   |
| Antoni Andrzejewicz          | 21 tháng 5 năm 1837 - 15 tháng 9 năm 1907       | 23 tháng 6 năm 1890  | 3 tháng 8 năm 1890   | 23 tháng 6 năm 1890 - 15 tháng 9 năm 1907   |
| Wilhelm Kloske               | 10 tháng 1 năm 1852 - 12 tháng 5 năm 1925       | 29 tháng 12 năm 1910 | 19 tháng 2 năm 1911  | 19 tháng 2 năm 1911 - 1924                  |
| Antoni Laubitz               | 7 tháng 6 năm 1861 - 17 tháng 5 năm 1939        | 8 tháng 11 năm 1924  | 18 tháng 1 năm 1925  | 1924 - 17 tháng 5 năm 1939                  |
| Lucjan Bernacki              | 12 tháng 7 năm 1902 - 28 tháng 9 năm 1975       | 4 tháng 9 năm 1946   | 21 tháng 9 năm 1946  | 4 tháng 9 năm 1946 - 28 tháng 9 năm 1975    |
| Antoni Baraniak              | 1 tháng 1 năm 1904 - 13 tháng 8 năm 1977        | 26 tháng 4 năm 1951  | 8 tháng 7 năm 1951   | 2 tháng 7 năm 1951 - 13 tháng 8 năm 1977    |
| Jan Czerniak                 | 21 tháng 12 năm 1906 - 3 tháng 2 năm 1999       | 18 tháng 11 năm 1958 | 2 tháng 2 năm 1959   | 2 tháng 2 năm 1951 - 11 tháng 2 năm 1989    |
| Władysław Rubin              | 20 tháng 9 năm 1917 - 28 tháng 11 năm 1990      | 17 tháng 11 năm 1964 | 29 tháng 11 năm 1964 | 17 tháng 11 năm 1964 - 30 tháng 6 năm 1979  |
| Szczepan Wesoły              | 16 tháng 10 năm 1826 - 28 tháng 8 năm 2018      | 11 tháng 12 năm 1968 | 7 tháng 2 năm 1969   | 11 tháng 12 năm 1968 - 8 tháng 4 năm 2003   |
| Jan Michalski                | 6 tháng 2 năm 1914 - 23 tháng 8 năm 1989        | 6 tháng 12 năm 1975  | 21 tháng 2 năm 1975  | 6 tháng 12 năm 1975 - 1 tháng 6 năm 1989    |
| Jerzy Dąbrowski              | 26 tháng 4 năm 1931 - 14 tháng 2 năm 1991       | 20 tháng 2 năm 1982  | 25 tháng 3 năm 1982  | 20 tháng 2 năm 1982 - 14 tháng 2 năm 1991   |
| Jan Wiktor Nowak             | 5 tháng 10 năm 1931 - 25 tháng 3 năm 2002       | 20 tháng 2 năm 1982  | 25 tháng 3 năm 1982  | 20 tháng 2 năm 1982 - 25 tháng 3 năm 1996   |
| Bogdan Wojtuś                | 4 tháng 7 năm 1937 - 20 tháng 10 năm 2020       | 24 tháng 9 năm 1988  | 8 tháng 10 năm 1988  | 24 tháng 9 năm 1988 - 15 tháng 9 năm 2012   |
| Stanisław Gądecki            | 19 tháng 10 năm 1949 (Còn sống)                 | 1 tháng 2 năm 1992   | 25 tháng 3 năm 1992  | 1 tháng 2 năm 1992 - 28 tháng 3 năm 2002    |
| Wojciech Polak               | 19 tháng 12 năm 1964 (Còn sống)                 | 8 tháng 4 năm 2003   | 4 tháng 5 năm 2003   | 8 tháng 4 năm 2003 - 17 tháng 5 năm 2014    |
| Krzysztof Wętkowski          | 12 tháng 8 năm 1963 (Còn sống)                  | 24 tháng 11 năm 2012 | 22 tháng 12 năm 2012 | 24 tháng 11 năm 2012 - 26 tháng 1 năm 2022  |
| Radosław Orchowicz           | 21 tháng 1 năm 1970 (Còn sống)                  | 26 tháng 1 năm 2022  | 19 tháng 3 năm 2022  | 26 tháng 1 năm 2022 - nay                   |

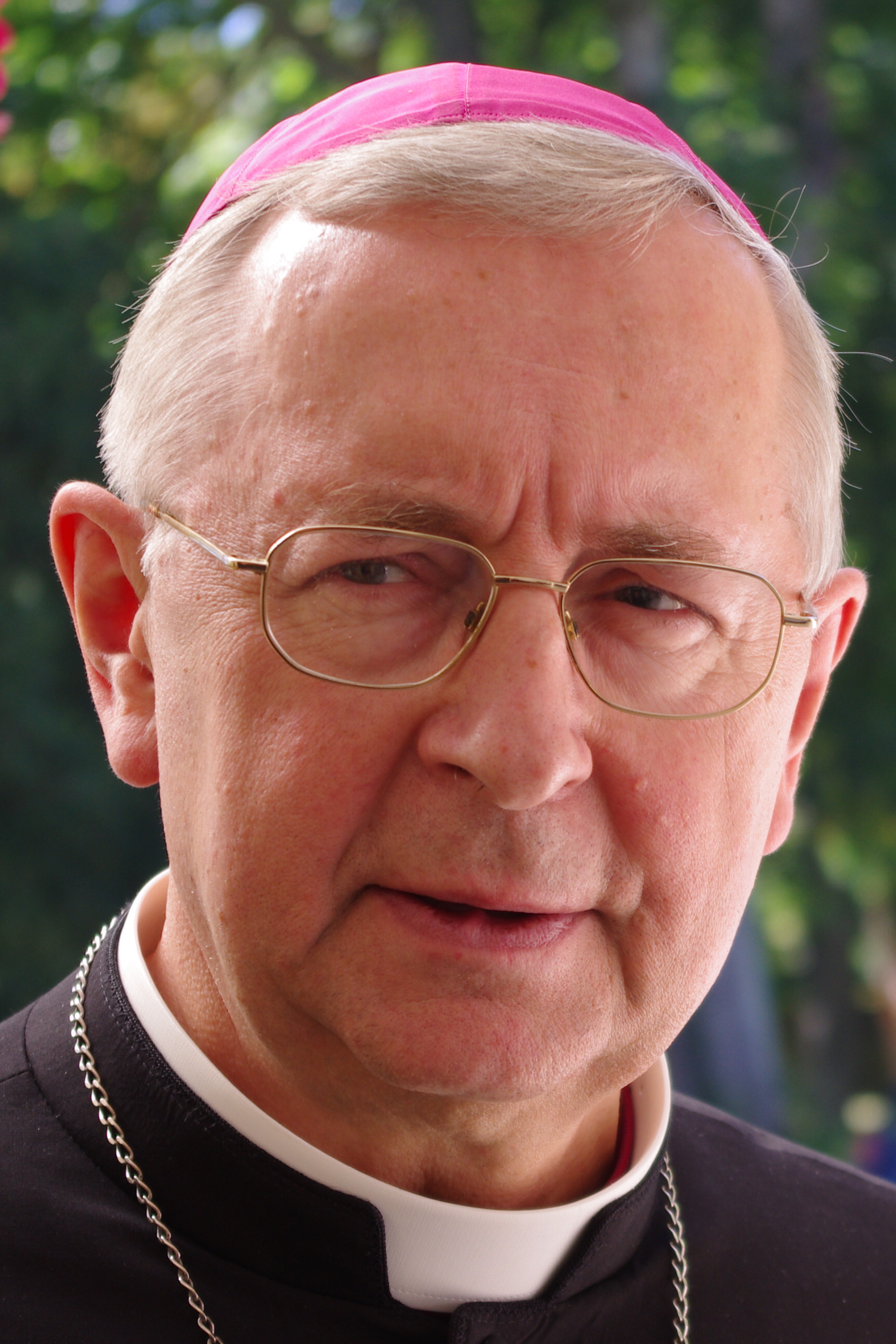
Stanislaw Gadecki
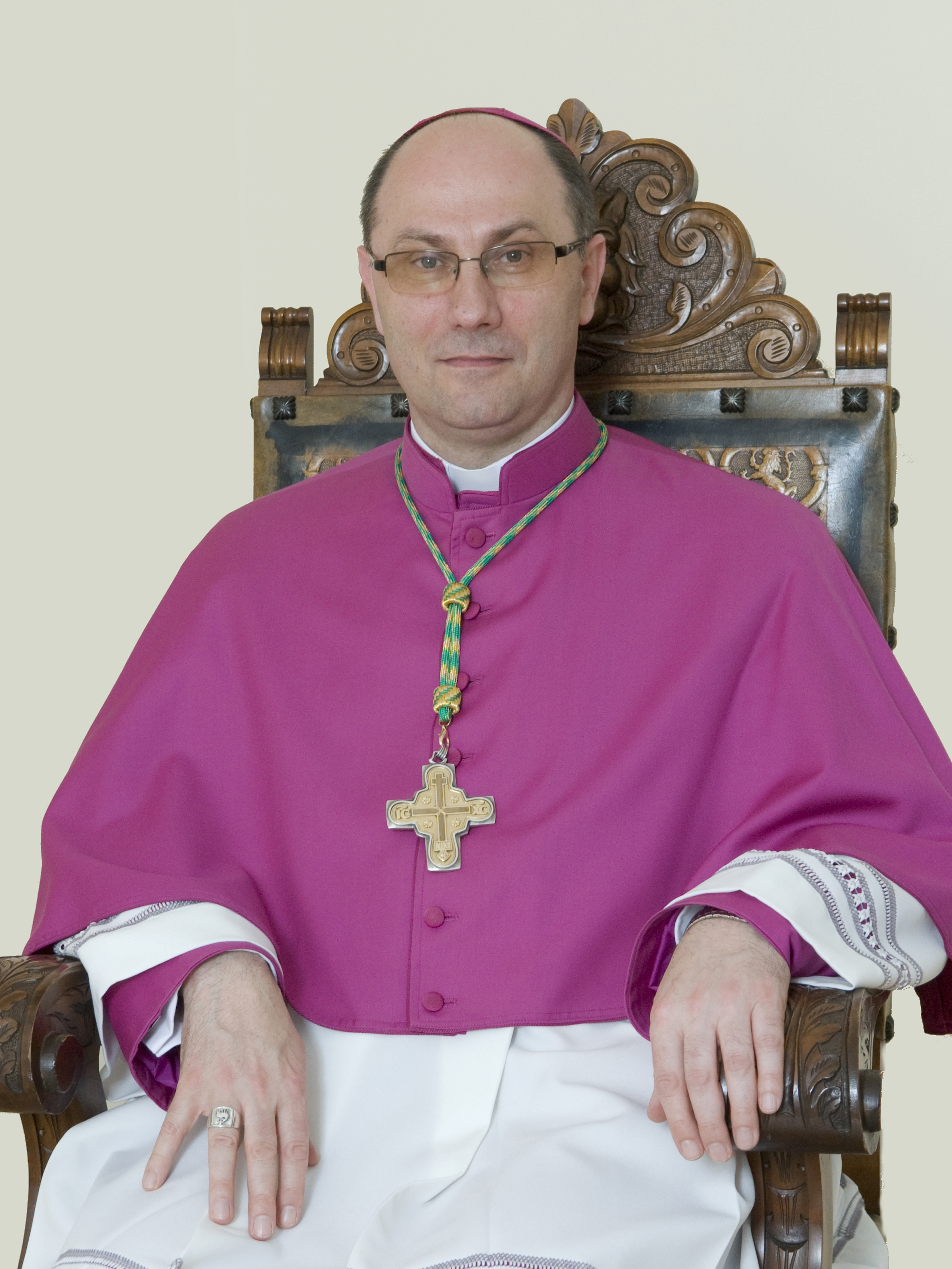
Wojciech Polak
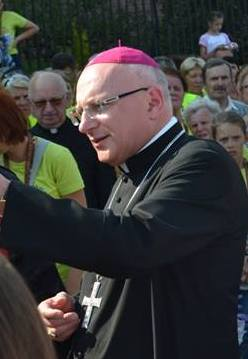
Krzysztof Wętkowski

## Cước chú
1. ↑  "Giám mục Franciszek Józef Kraszkowski". Catholic-Hierarchy. Truy cập ngày 25 tháng 1 năm 2021.
2. ↑  "Giám mục Józef Michał Trzciński". Catholic-Hierarchy. Truy cập ngày 25 tháng 1 năm 2021.
3. ↑  "Stefan Łubieński". Wielkopolscy Księża od XVIII do XX wieku - WTG Gniazdo. Truy cập ngày 26 tháng 1 năm 2021.